# Гафур Джахані
Гафур Джахані (перс. غفور جهانی, нар. 18 червня 1950, Бандар-Анзалі, Іран) — іранський футболіст, що грав на позиції нападника. По завершенні ігрової кар'єри — футбольний тренер.
Виступав, зокрема, за клуб «Малаван», а також національну збірну Ірану.

## Клубна кар'єра
У дорослому футболі дебютував за команду клубу «Гілан», згодом перейшов до складу «Таджа». У 1972 році приєднався до клубу «Малаван», де провів 7 років та завершив кар'єру.

## Виступи за збірну
1974 року дебютував в офіційних матчах у складі національної збірної Ірану. Протягом кар'єри у національній команді, яка тривала 5 років, провів у формі головної команди країни 30 матчів, забивши 7 голів.
У складі збірної був учасником чемпіонату світу 1978 року в Аргентині.

## Кар'єра тренера
Розпочав тренерську кар'єру 1992 року, очоливши тренерський штаб клубу «Чука Талеш». З командою пропрацював до 1997 року. Наразі досвід тренерської роботи обмежується цим клубом.

## Титули і досягнення
- Переможець Азійських ігор: 1974